# Rustvogn
En rustvogn er et særligt køretøj, der er beregnet til transport af døde personer. Som oftest foregår denne transport fra et lighus til begravelsesceremonien samt fra denne til jordfæstelsen eller ligbrændingen.
Transport af afdøde i forbindelse med ulykker eller forbrydelser fra findested til lighus eller hospital for undersøgelse foregår derimod i reglen med en ambulance.
Ordet rust stammer fra tysk og betød i ældre tid udrustning. Når datidens konger og storherrer tog på rejse, blev al (militær) udrustning, anden bagage og mad med mere placeret på en særlig konstrueret vogn – en rustvogn.
Senere blev vognen også brugt til transport af døde soldater. 

## Reference
1. ↑  ODS: lastvogn til transport af militær udrustning ell. af indbo, bagage, madvarer olgn., som konger og andre stormænd førte med sig ved rejser rundt i landet; ogs. om lastvogn til transport af bagage olgn. i al alm.